# Reborn (Era)
Reborn è il quarto album in studio del gruppo new age francese Era, pubblicato il 24 marzo 2008.

## Tracce
1. Sinfoni Deo – 4:41
2. Reborn – 5:32
3. Dark Voices – 5:01
4. Come Into My World – 5:19
5. Prayers – 4:20
6. Thousand Words – 5:21
7. After Thousand Words – 4:59
8. Kilimandjaro – 4:35
9. Last Song – 4:50
10. Come Into My World (remix) – 9:15